# Невожилде (Вила-Верде)
Невожилде (порт. Nevogilde) — населённый пункт и район в Португалии, входит в округ Брага. Является составной частью муниципалитета Вила-Верде. Находится в составе крупной городской агломерации Большое Минью. По старому административному делению входил в провинцию Минью. Входит в экономико-статистический субрегион Каваду, который входит в Северный регион. Население составляет 319 человек на 2001 год. Занимает площадь 1,90 км².